# Signetics 2650
Signetics 2650 — 8-разрядный микропроцессор, выпущенный компанией Signetics в 1975 году. Его начальная стоимость составляла около 20 австралийских долларов.
Компания-разработчик продавала отладочные платы, например PC1500 Adaptable Board Computer, стоившие от 165 до 400 австралийских долларов. В популярных радиолюбительских журналах, таких как Electronics Australia и Elektor, было опубликовано несколько проектов на основе процессора, статьи о программировании. В радиомагазинах продавались соответствующие наборы для этих проектов. За счёт этого процессор получил некоторую популярность среди любителей, в частности, в Австралии.
Процессор имел семь 8-разрядных регистров общего назначения, но только четыре из них были доступны одновременно. Адресное пространство было ограничено 15 разрядами (32 КБ), так как старший бит в 16-разрядных адресах использовался для указания на режим косвенной адресации (возможность, свойственная мини-компьютерам).
Несмотря на наличие у процессора девяти различных режимов адресации, отсутствие 16-разрядных регистров и 15-разрядная шина адреса ограничили его распространение. Тем не менее, для него была разработана операционная система 2650 DOS, интерпретатор языка Бейсик и много игр в стиле Hunt the Wumpus. Большинство программ было написано на языке ассемблера.
Процессор использовался в двух семействах игровых консолей. Первое из них включало консоли на основе 1292 Advanced Programmable Video System и связанной с ней Interton VC4000. Эти консоли были выпущены в Германии в 1976 и 1978 годах соответственно. Второе семейство консолей включало Emerson Arcadia 2001, выпущенную в 1982 году, и её многочисленные варианты. Это семейство использовало процессор Signetics 2650, работающий на частоте 3.58 МГц, и видеоконтроллер Signetics 2637 из набора микросхем поддержки.
Процессор также использовался в компьютере Signetics Instructor 50, разработанном для изучения процессора Signetics 2650 и программирования для него.

## Микросхемы поддержки
Процессор был выпущен в составе полноценного микропроцессорного набора:
- 2636 Programmable Video Interface
- 2637 Universal Video Interface
- 2651 Programmable Communication Interface
- 2652 Multi-Protocol Communications Circuit (с поддержкой протокола SDLC)
- 2653 Polynomial Generator / Checker
- 2655 Programmable Peripheral Interface
- 2657 Direct Memory Access
- 2656 System Memory Interface
- 2661 Programmable Communication Interface
- 2670 Display Character and Graphics Generator
- 2671 Programmable Keyboard and Communications Controller
- 2672 Programmable Video Timing Controller
- 2673 Video Attributes Controller

Многие из этих микросхем были разработаны с учётом возможности использования их совместно с другими микропроцессорами. Например, официальная на микросхему 2672 предлагает использовать её совместно с микроконтроллером Intel 8048.
Современные версии микросхем последовательного интерфейса 2651/2661 продолжают выпускаться в серии микросхем Philips SC26.